# برنارد تشاندا
برنارد تشاندا (بالإنجليزية: Bernard Chanda)‏ هو مدرب كرة قدم ولاعب كرة قدم زامبي، ولد في 1952 في لوانشيا في زامبيا، وتوفي في 16 مايو 1993 في زامبيا. شارك مع منتخب زامبيا لكرة القدم. أما مع النوادي، فقد لعب مع Roan United F.C. ‏.

## وصلات خارجية
- برنارد تشاندا على موقع الاتحاد الدولي (مؤرشف)  (الإنجليزية)